# Kaninsko pogorje
Kaninsko pogorje je južni del Zahodnih Julijskih Alp na meji med Italijo in Slovenijo, ki se na jugovzhodu dviguje iznad Bovške kotline, na zahodu pa pada proti Jezerski dolini, dolini Reklanice in Reziji. Najvišji vrh je z 2587 m Visoki Kanin (rezijansko Ćanen), ostali pomembnejši vrhovi Kaninskega pogorja so še (od vzhoda proti zahodu) Rombon (2208 m), Velika Črnelska špica (2332 m), Prestreljenik (2499 m), Visoki in Mali Kanin, Vrh laške planje (Monte Lasca Plagna) (2448 m) in Velika Baba (Baba Grande) (2148 m). Kaninski in rombonski podi so svetovno znani po svojem kraškem podzemnem svetu - jama Čehi 2 z globino 1533 m je po globini 11. jama na svetu. Na Kaninskih podih stoji tudi Dom Petra Skalarja (2260 m), poimenovan po Ferdu Kravanji - Petru Skalarju, ki ga upravlja Planinsko društvo Bovec.
Pogorje je dolgo okoli 10 km, na slovenski strani pa široko poprečno 4 km. Kaninsko pogorje je vidno od zelo daleč, tako od slovenske obale kot celotne Furlanske nižine, pa tudi s Krasa in delov Notranjske.

## Opis
Kaninsko pogorje je izrazito podolgovato in sestavljeno iz štirih višinskih pasov.
- Podnožje med 400 in 500 m nadmorske višine; večina bovških naselij, zaselkov in kmetij leži v tem pasu;
- Pobočja, enakomerno nagnjena do višine 1800 m na zahodu in od 1300 do 1500 m na vzhodu.
- Osrednji gorski pas so kaninske planote od 1800 do 2300 m na zahodu in 1300 do 2100 m na vzhodu.
- Najvišji pas je enakomerno visok greben iz katerega izstopajo posamezni vrhovi.

Od mejnega grebena se odcepi nekaj stranskih grebenov. Od Visokega Kanina proti jugu si sledijo Mali Kanin (Monte Canin Basso), Vrh Laške Planje, Velika Baba in Skutnik, kjer se greben obrne proti zahodu in deli dolino reke Učje od Rezije. Vzhod od Visokega Kanina si sledijo Srednji Vršič, Prestreljenik (Monte Forato), kjer se greben spusti do sedla Prevala (Sella Prevala, 2067 m); sledijo si Lopa (Monte Leupa) in Hudi Vršič in Velika Černelska špica (Cima del Confine). Tu se greben razcepi v dva dela: prvi se konča na Rombonu ali Velikem vrhu, drugi del pa poteka mimo sedla Vrh laških Brežičev (1896 m) v smeri Jerebice (Cima del Lago, 2125 m) in Predela (1156 m). Med ta dva grebena je vrezana dolina Možnice
Značilnost pogorja so edinstveni kaninski skednji, skalnate ostroge vzporedne z naklonom pobočij.
Največji del pogorja predstavljajo visoke kraške planote. To so na vzhodu Baban, sledijo Kaninski podi s Prestreljeniškimi podi s površino 13,5 km². Od Prevale vzhodno je planota Goričica (7 km²).
Kaninski podi so največja tovrstna kraška planota v Julijskih Alpah in so med 1800 in 2300 m. Na zgornji strani segajo do podnožja mejnega grebena. To je kraško razdrapan skalnat svet, ki ga sestavljajo skalne plošče ali lašti in globoke kraške globeli ali doli. Kaninski podi so skoraj goli, nekaj trav je le na spodnjem robu. Na podih je več dokazov ledeniškega delovanja, zlasti med lašti. Spodnji del podov je bolj razčlenjen in strmejši. Svet je razbit, škrapljast, lašti so prekinjeni z velikimi kotliči in vhodi v brezna. Na južnem delu prevladujejo velike kotanje ali konte z manj izrazitimi lašti. O gibanju ledenika pričajo gladko obrušene in zaobljene apnenčaste vzpetine imenovane roche moutonneé ali ovčji hrbti. Najdejo se škavnice, kotanje v skali, ki so nastale s kemičnim raztapljanjem stoječe vode v apnencu.
Goričica je druga največja planota in je mnogo bolj poraščena, predvsem z ruševjem. Je močno razbrazdana s kraškimi depresijami in je težko prehodna. Tudi tu je precej laštastega terena o čemer pričajo tudi ledinska imena.
Dolina Krnice  se začne na Prevali in se kot globoka zareza spušča skoraj do doline. Nastala je na stiku plasti apnenca (vrhnja plast) in dolomita (spodnja plast). Zaradi dolomitne plasti skoraj ni kraških pojavov, prevladujejo strma pobočja pokrita z gruščem, pozimi nevarna za snežne plazove. Del Krnice je tudi planina Krnica, izravnava nad gozdno mejo na višini med 1400 in 1450 m. Je edina še ohranjena planina s stanom in hlevom; zaščitena pred plazovi je uspevala zaradi obširnih travnatih pobočij.

## Geologija
Kamnine, ki sestavljajo Kaninsko pogorje so zgornje triasne starosti, nekaj je jurskih in krednih. Na območju Kaninskega pogorja se je odložilo preko tisoč metrov dachsteinskega apnenca. Današnja oblika je posledica zakrasevanja, to je kemičnega raztapljanja apnenca. Dachsteinski apnenec se je odlagal v tedanjem plitvem morju na obrobju Tetidinega oceana vse do konca triasa. V obdobju jure so se kamnine današnjega Kaninskega pogorja zaradi raztezanja območja pogreznile globoko pod morsko gladino in dachsteinski apnenec se je nehal odlagati. Odlagati so se začeli rdeči apnenci z organizmi iz globokih voda. Značilni so neptunski dajki.

### Lašti
Lašti so nastali zaradi debelih slojev dachsteinskega apnenca, ki ga je polzeči ledenik luščil. Kemično delovanje ali korozija ga je po umiku ledenika začela razjedati, zato je danes površje laštov močno razdrapano s škrapljami, žlebiči, kotliči in vhodi v brezna.

## Italijanska stran Kaninskega pogorja
Italijanska, severna stran Kaninskega pogorja je strmejša predvsem zaradi na južno stran nagnjenih apnenčastih skladov. Daljša zmrzal, senčna stran snežišč in manjših ledenikov povzroča razpadanje kamnine. Zato so tu obsežne krnice, v dveh sta že zelo zmanjšana Kaninski in Prestreljeniški ledenik. Tudi tukaj se pojavljajo podi, ki pa niso tako obsežni kot na slovenski strani. Od celotnega Kaninskega pogorja je na italijanski strani približno ena tretjina. Največja širina je 3,2 km. Zaradi prevladujoče nagnjenosti kamninskih skladov se podzemne vode stekajo na slovensko stran zato na italijanski strani praktično ni izvirov. Tudi kraških pojavov kot so brezna je nekaj na italijanski strani; na primer 920 m globoka in skoraj 10 km dolga jama Abisso Michele Gortani na Col del Erbe.

## Naravoslovna učna pot na Prestreljeniških podih
Naravoslovna učna pot na Prestreljeniških podih je bila odprta leta 2010 in je edina učna pot v visokogorju. Namenjena je vsem obiskovalcem Kaninskega pogorja in se začne pri zgornji postaji kabinske žičnice. na 2200 m. Dolga je 650 m in na 7 informativnih tablah opisuje Prestreljeniške pode in gore okrog njih, kamnine, površinske in podzemeljske pojave Kaninskega pogorja, ledeniško preoblikovanje površja, rastlinstvo in živalstvo.

## Visoki Kanin
Visoki Kanin /Monte Canin Alto, rezijansko Ćanen (2587 m) je najvišji vrh Kaninskega pogorja in hkrati mejna gora med Slovenijo in Italijo. Je na zanimivem stičišču treh grebenov, ki se nadaljujejo v smeri proti jugu, vzhodu in severozahodu proti Italiji, kjer se vleče še 6 km čez Vrh Krnice (2441 m) (Picco di Carnizza), čez preval Peravo (2041 m), čez vrh Grubje (2240 m) in Žrd (Sart) (2324 m) in poteka med dolinama Rezije in Reklane.
Najlažji dostop iz italijanske strani je preko Nevejskega sedla/prevala (Sella Nevea), iz slovenske pa iz Bovca oziroma od zadnje postaje gondolske žičnice Sončni Kanin. Na vrhu stoji križ, razgled proti jugu v jasnem vremenu sega do Jadranskega morja. Pod njim leži druga najgloblja jama v Sloveniji, Renetovo brezno (-1322 m), ki odvaja vode okoli Visokega Kanina proti izviru Boka.

## Smučišče Kanin - Sella Nevea
Najvišje slovensko visokogorsko smučišče Kanin vodi Javni zavod Sončni Kanin. Smučarske proge so nad višino 2000 m, zaradi česar so ugodni pogoji za smuko skoraj vso zimo. Od leta 2009 lahko z eno karto smučamo tudi Na Žlebeh (italijansko Sella Nevea).
- Podatki o smučišču:
  - Nadmorska višina:
    - 1650-2300 m

  - Površina: 
    - 30 ha

  - Smučarske proge:
    - Lahke: 6 km,
    - Srednje: 7 km,
    - Težke: 4 km,
    - Tekaška proga: 15 km,
    - Turna smuka po dolini Krnice,
    - Sankaške proge: čez 9 km
    - Snežni park: Snow Park Kanin , namenjen smučarskim in deskarskim akrobatskim veščinam.

  - Smučarske naprave:
    - Krožna kabinska žičnica,
    - Dvosedežnica,
    - Trisedežnica,
    - Štirisedežnica,
    - Vlečnice: 1